# 豊島公会堂
豊島公会堂（としまこうかいどう）は、東京都豊島区にあった多目的ホールである。別名としてみらい座いけぶくろという名称が使われる場合があった。

## 概要
- 鉄筋コンクリート造2階建て、
- 定員802名（1階546席、2階256席、車椅子対応席6席）
- 第25回日本映画批評家大賞・実写部門特別賞受賞[1]。

## 建て替え計画
建設から60年以上が経過し、老朽化によって近年のニーズへの対応が難しくなっていた豊島公会堂は、豊島区役所の新庁舎移転・建設（としまエコミューゼタウン）に合わせ、建て替えられることになった。このため2016年2月で閉館し、その後、隣接する区役所本庁舎・分庁舎・区民センターとともに取り壊された。
跡地一帯には、オフィス棟のHarezaTower（地上33階 地下2階）、ホール棟の東京建物 Brillia HALL（地上8階 地下1階）、新しいとしま区民センター（地上9階 地下3階）、ならびに改修された中池袋公園からなるHareza池袋が整備され、このうち、HALLと区民センターおよび公園は先行して2019年11月に開業し、Towerは2020年7月1日に開業した。